# Co do sekundy
Co do sekundy (ang. Seconds to Spare) – film fabularny z 2002 roku, koprodukcji amerykańsko-australijskiej. Film powstał na potrzeby telewizyjne.

## Obsada
- Antonio Sabato Jr. jako agent Paul Blake
- Kimberley Davies jako Rhonda Newcombe
- Kate Beahan jako Eve Lambert
- Jerome Ehlers jako Emmett Larkin
- Nick Tate jako komandor Haggarty
- Alyssa-Jane Cook jako Kristin
- Victor Parascos jako kapitan Moran
- Alexander Petersons jako Laslovic
- Paul Dalgleish jako Yates
- Brad McMurray jako O'dell